# ROKS Sung In Bong
Le ROKS Sung In Bong (LST-685) est un navire de débarquement de chars de la marine de la république de Corée, le quatrième et dernier navire de la classe Go Jun Bong.

## Carrière
Le ROKS Sung In Bong (LST-685) a été construit par Hanjin Heavy Industries à Busan, lancé en 1996 et mis en service en 1999.
En 2004, le ROKS Sung In Bong a participé à un exercice militaire conjoint à Pohang Beach, en Corée du Sud. Il a débarqué un char de combat principal Type 88 (K1) avec ses portes et sa rampe placée à la proue,.
Le 27 mars 2004 au large des côtes coréennes, le ROKS Sung In Bong a participé à l’exercice Foal Eagle 2004 avec le USS Essex (LHD-2).
Le 3 février 2010, le ROKS Sung In Bong et le HTMS Surin ont transité dans le golfe de Thaïlande lors d’un exercice avec le USS Harpers Ferry (LSD-49). Les navires participaient à Cobra Gold 2010, un exercice d’entraînement bilatéral annuel mené entre les forces armées thaïlandaises et l’armée américaine afin de renforcer l’interopérabilité militaire et d’améliorer les communautés grâce à des projets d’aide humanitaire et d’action civile. Cette année-là, les pays participants comprenaient également l’Indonésie, le Japon, Singapour et la Corée du Sud.
Le 27 mars 2014 en mer de Chine orientale, le ROKS Sung In Bong, a participé à l’exercice Ssang Yong, un exercice combiné annuel mené par la Marine de la République de Corée et la marine américaine afin de renforcer l’interopérabilité dans l’ensemble des opérations militaires. Les forces américaines comprenaient le Bonhomme Richard Amphibious Ready Group.
Le 27 mars 2015, dans les eaux à l’est de la péninsule coréenne, le ROKS Sung In Bong a participé au programme d’échange maritime coréen (en anglais, Korean Marine Exchange Program, en abrégé KMEP) avec l’US Navy. Cette dernière était représentée par le Bonhomme Richard Amphibious Ready Group (ARG), composé du navire d'assaut amphibie USS Bonhomme Richard (LHD-6), du navire de transport amphibie USS Green Bay (LPD-20), du navire de débarquement amphibie de classe Whidbey Island USS Ashland (LSD-48), et de la 31e unité expéditionnaire du Corps des Marines (MEU). La marine de la république de Corée participait avec le navire d’assaut amphibie de classe Dokdo ROKS Dokdo (LPH-6111), le ROKS Hyang Ro Bong (LST-683) et le ROKS Sung In Bong.